# Rolando Villazón
Emilio Rolando Villazón Mauleón (22 de Fevereiro de 1972) é um tenor mexicano naturalizado francês, celebrado como um dos maiores tenores líricos da atualidade e chamado de "O Herdeiro de Plácido Domingo".

## Biografia
Rolando Villazón é reconhecido internacionalmente como um dos principais tenores líricos de nossa era e de ter sido aclamado pelas suas grandes apresentações nos teatros de maior prestígio em todo o mundo, incluindo Metropolitan Opera, Royal Opera House, Ópera Estatal de Berlim, Ópera Estatal de Bayrisch, Ópera Alemã em Berlim, Teatro da Ópera de Roma, Teatro do Palácio das Belas Artes, Ópera Estatal de Hamburgo, Ópera Nacional de Paris, Ópera de Lyon, Ópera de Nice e Ópera da Cidade de Nova Iorque, entre tantos outros.
O tenor nasceu na Cidade do México. Com onze anos de idade ele ingressou no Centro de Capacitação Artística, onde ele estudou música, atuação, dança contemporânea e balé. Em 1990 Villazón conheceu o barítono Arturo Nieto, que o introduziu no mundo das óperas e logo virou seu maestro de canto. Dois anos mais tarde ele ingressou no Conservatório Nacional de Música para continuar sua preparação vocal com Enrique Jaso. No conservatório ele interpretou Dorvil em La Scala di Seta, Florville em Il Signor Bruschino e Alessandro em Il Re Pastore. Depois de ganhar dois concursos nacionais em Cidade do México e Guanajuato, Villazón começou a estudar com o reputado barítono Gabriel Mijares, com quem continuou seus estudos, antes de iniciar sua carreira internacional. Também teve aulas de canto com a célebre soprano Joan Sutherland nos Estados Unidos e ganhou o segundo prêmio no concurso Operalia do maestro Plácido Domingo no ano de 1999. Em 2000 ele cantou La Traviata no Teatro Verdi de Trieste, e repetiu imediatamente na Ópera Bastille de Paris. Todas essas aparições começaram a chamar atenção da crítica e do público sobre ele.
Em agosto de 2005 ele cantou novamente La Traviata, desta vez com Anna Netrebko e Thomas Hampson, durante o Festival de Salzburgo, sob a batuta de Carlo Rizzi. Em Julho de 2006 participou em um concerto pelo motivo da Copa do Mundo de Futebol, com Anna Netrebko e Plácido Domingo, em Waldbühne. Depois de uma série de concertos com Netrebko no ano verão de 2007, ele cancelou o resto por problemas de saúde, retornando apenas na temporada de 2008, com uma agenda repleta de recitais, concertos, óperas, etc. Infelizmente, em 2009 ele voltou a cancelar uma série de compromissos (o mais notável, onde interpretaria Edgardo com Anna Netrebko no Metropolitan Opera de Nova Iorque, cancelando horas antes da apresentação, sendo substituído pelo tenor Piotr Beczala).
Ele foi um dos mentores do programa Popstar to Operastar, que tinha como proposta transformar cantores do mundo pop em cantores de ópera.

## Discografia
- Romeo y Julieta CD (2002), Radio Televisión Española
- Der fliegende Holländer CD (2002), Teldec Classics
- Berlioz: La Révolution Grecque CD (2004), EMI Classics
- Italian Opera Arias CD (2004), Virgin Classics
- Gounod & Massenet Arias CD (2005), Virgin Classics
- Tristan und Isolde CD y DVD (2005), EMI Classics
- Don Carlo 2 DVD (2005), Opus Arte
- La Traviata CD (2005), Deutsche Grammophon
- Merry Christmas (banda sonora) CD (2005), Virgin Classics
- Opera Recital CD; edición con DVD (2006), Virgin Classics
- La Traviata DVD; edición premium en 2 DVD (detrás del escenario, ensaios, presentaão da ópera.) (2006)
- La Bohème DVD (2006), Bregenzer Festspiele 2002, ORF + Capriccio
- Monteverdi: Combattimento CD; edición con DVD (2006), Virgin Classics (novembre de 2006)
- Gitano (2007) CD, Virgin Classics
- Duets (2007) CD, Deutsche Grammophon
- Donizetti: L'elisir d'amore DVD (2006), Virgin Classics (noviembre de 2006)
- The Berlin Concert: Live from the Waldbühne DVD (2006), Deutsche Grammophon (noviembre de 2006)
- Viva Villazón ! CD (2007), Virgin Classics
- La Bohème Live recording CD (two disk set) (2008), Deutsche Grammophon
- Romeo et Juliette" 2 DVDs (Salzburger Festspiele 2008) (2009), Deutsche Grammophon
- Georg Friedrich Händel" CD/CD+DVD,(2009) Deutsche Grammophon
- La Bohème DVD (Opera film) (2009)